# 実相院 (世田谷区)
実相院（じっそういん）は、東京都世田谷区弦巻にある曹洞宗の寺院。詳名は鶴松山実相院。世田谷吉良氏との関係が深く、開基とされる吉良氏朝の法号実相院とその夫人の法号である鶴松院から寺号がつけられている。吉良氏の菩提寺である勝光院の末寺。
森閑とした境内は、「弦巻實相院界わい」として『せたがや百景』に指定されている。

## 歴史
実相院は天永琳達大和尚により創建。開基は吉良氏朝またはその子頼久といわれている。
1590年（天正18年）主家の小田原北条氏の滅亡により、吉良家は下総に逃れたが、徳川家康の江戸入府後に吉良氏朝は世田谷に戻り、実相院で隠居したとされる。寺名は氏朝の法名実相院殿前従四位下学翁参玄大居士より、山号は夫人の法名鶴松院快窓寿慶大姉による。
徳川家光より1648年（慶安元年）に10石の朱印状を拝領されている。ただし、1868年（慶応4年）に檀家数の減少（12軒）のため朱印地を返上した。
明治初期には勝光院と合併の話が出て廃寺になる寸前に至ったが、住職はじめ檀家の努力によりもちこたえることができた。
明治40年代に実相院住職の佐々木義宣により旧荏原郡西部の中学卒業者で四三会が結成される。
1957年（昭和32年）に本堂が改築される。

## 境内
山門
1993年（平成5年）に造られた。
本堂
1957年（昭和32年）に6間に6間半の大きさに改築された。
多宝塔
2011年（平成23年）に着工し、2012年（平成24年）に完成した。
高橋是清翁之鬚墓
向井潤吉の墓
吉良氏一族の墓
アカマツ
樹齢約150年。世田谷名木百選に選定されている。吉良氏朝の塚と称される古い塚の上に立っている。

## 文化財
薬師如来坐像
本堂本尊。吉良氏朝の御内仏との伝承がある。一木造。江戸時代の作。日光菩薩立像・月光菩薩立像の両脇侍と十二神将立像と共に安置されている。
観音菩薩像
木心乾漆造。1945年（昭和20年）に永井如雲により寄贈された。

## 参考画像

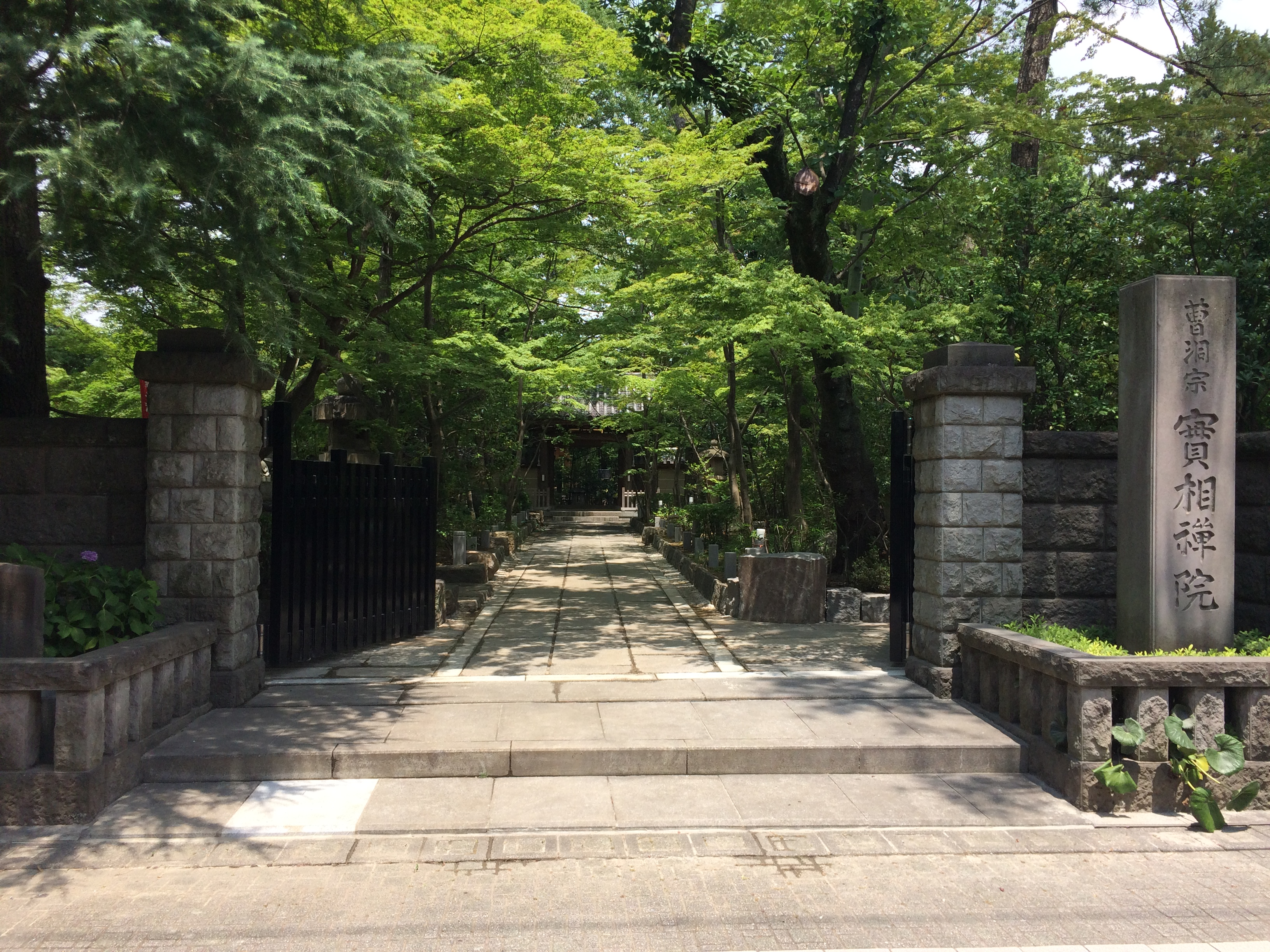
実相院の入口
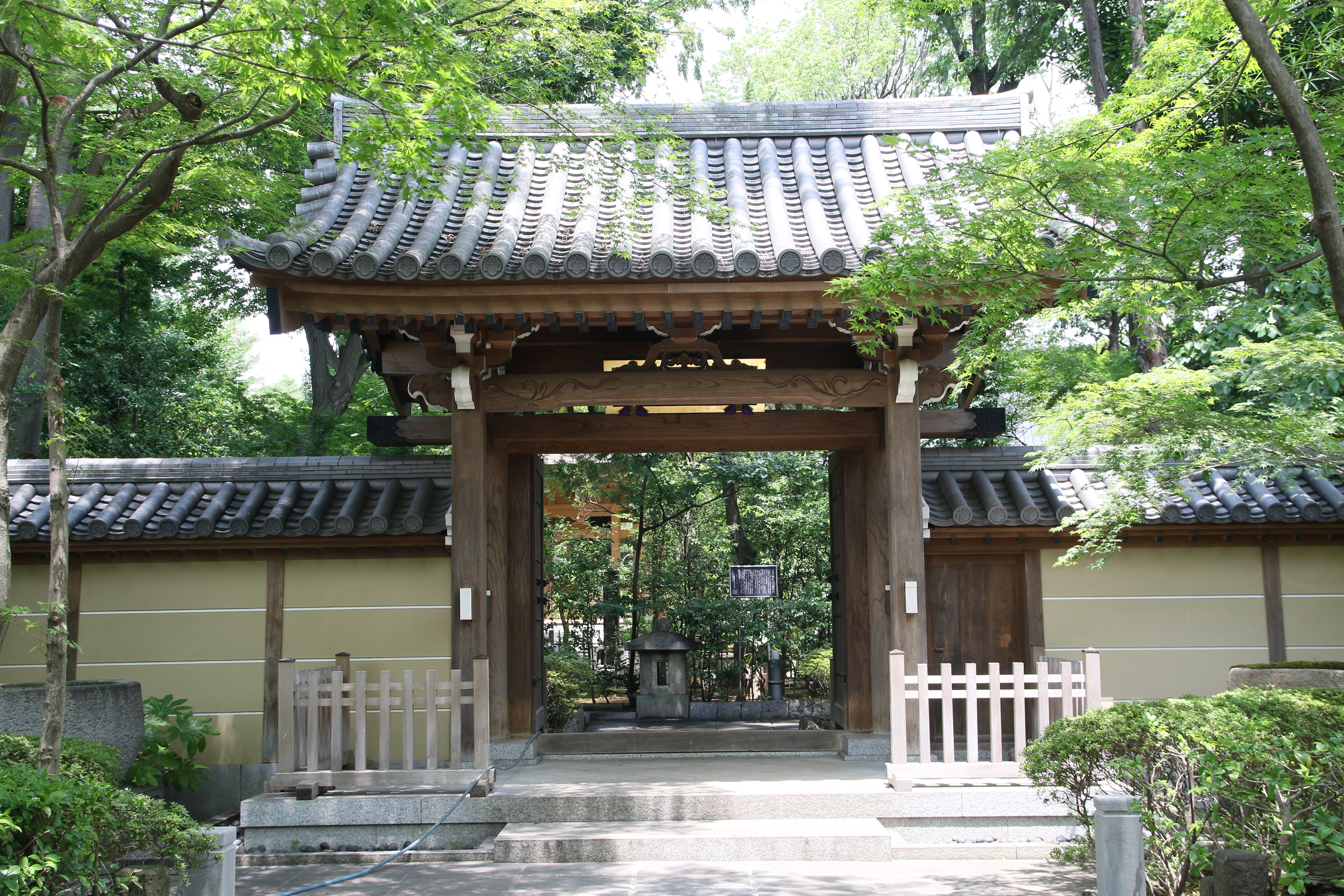
山門
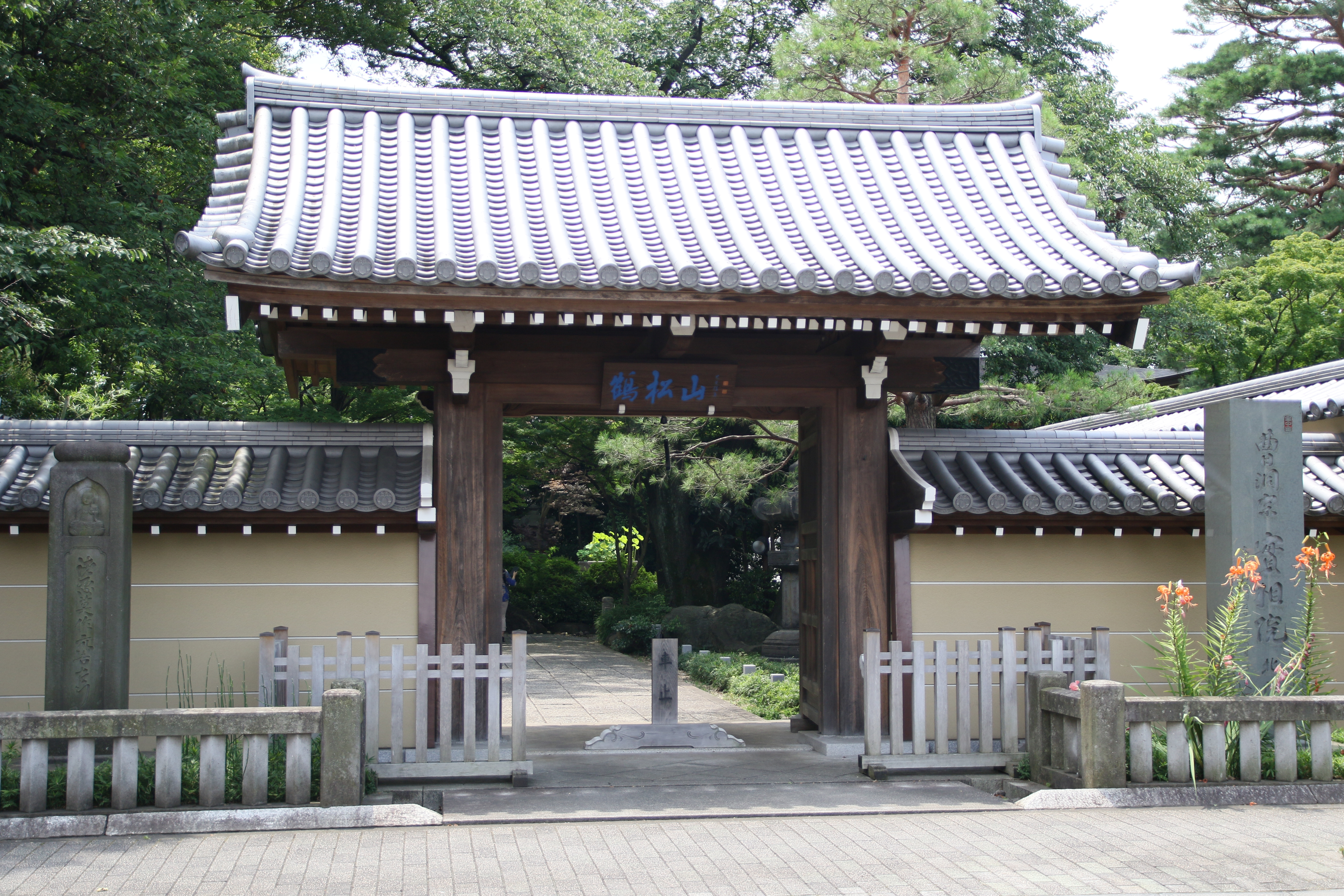
北門
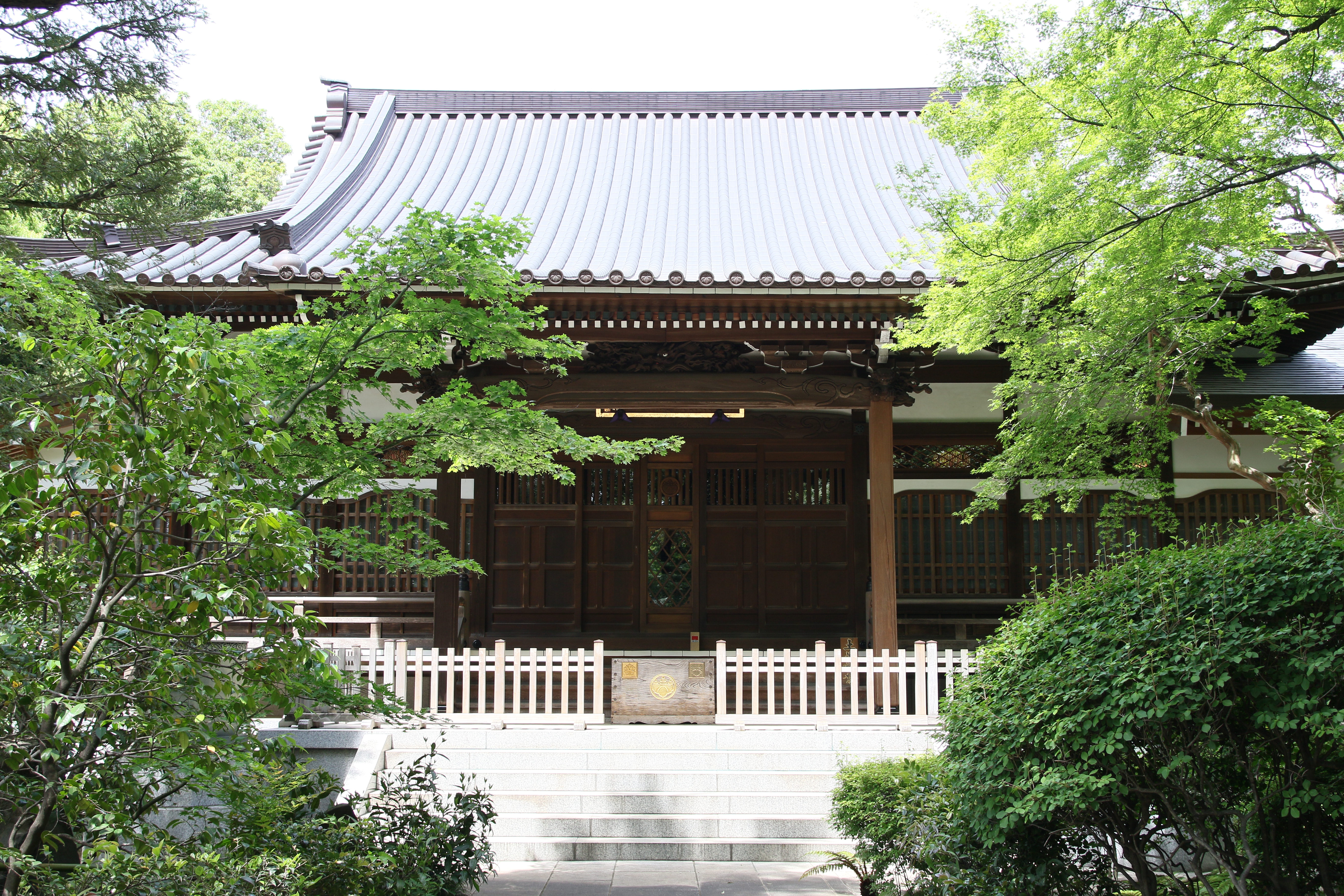
本堂
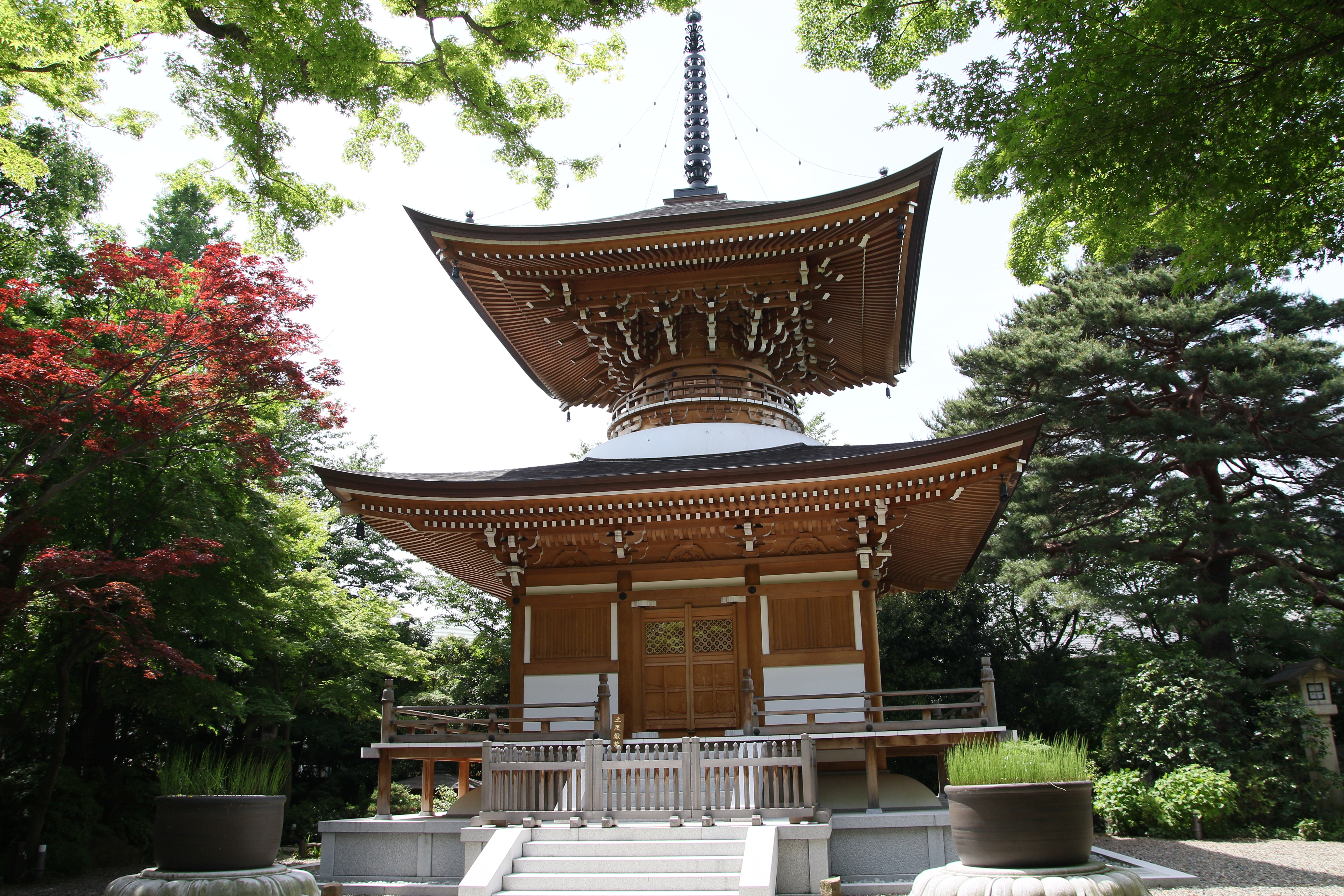
多宝塔
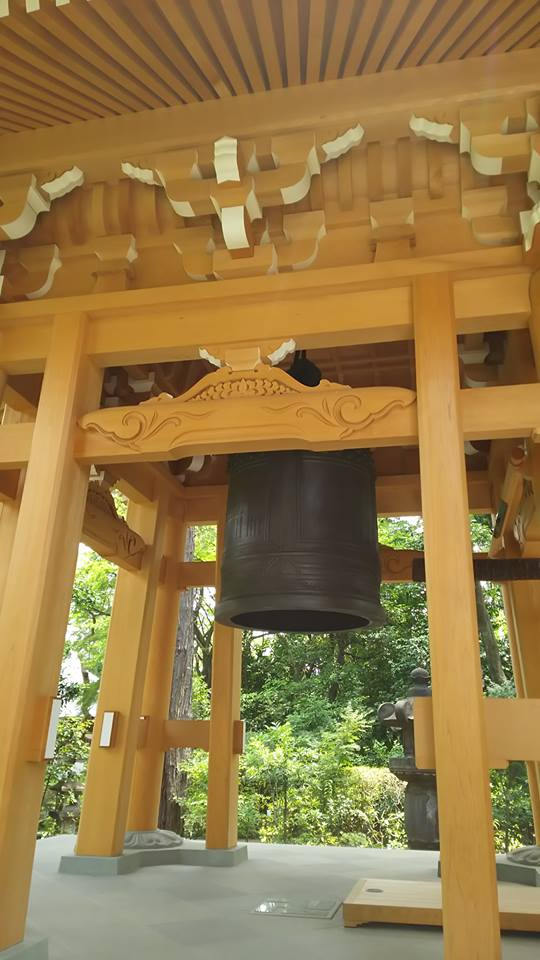
鐘楼
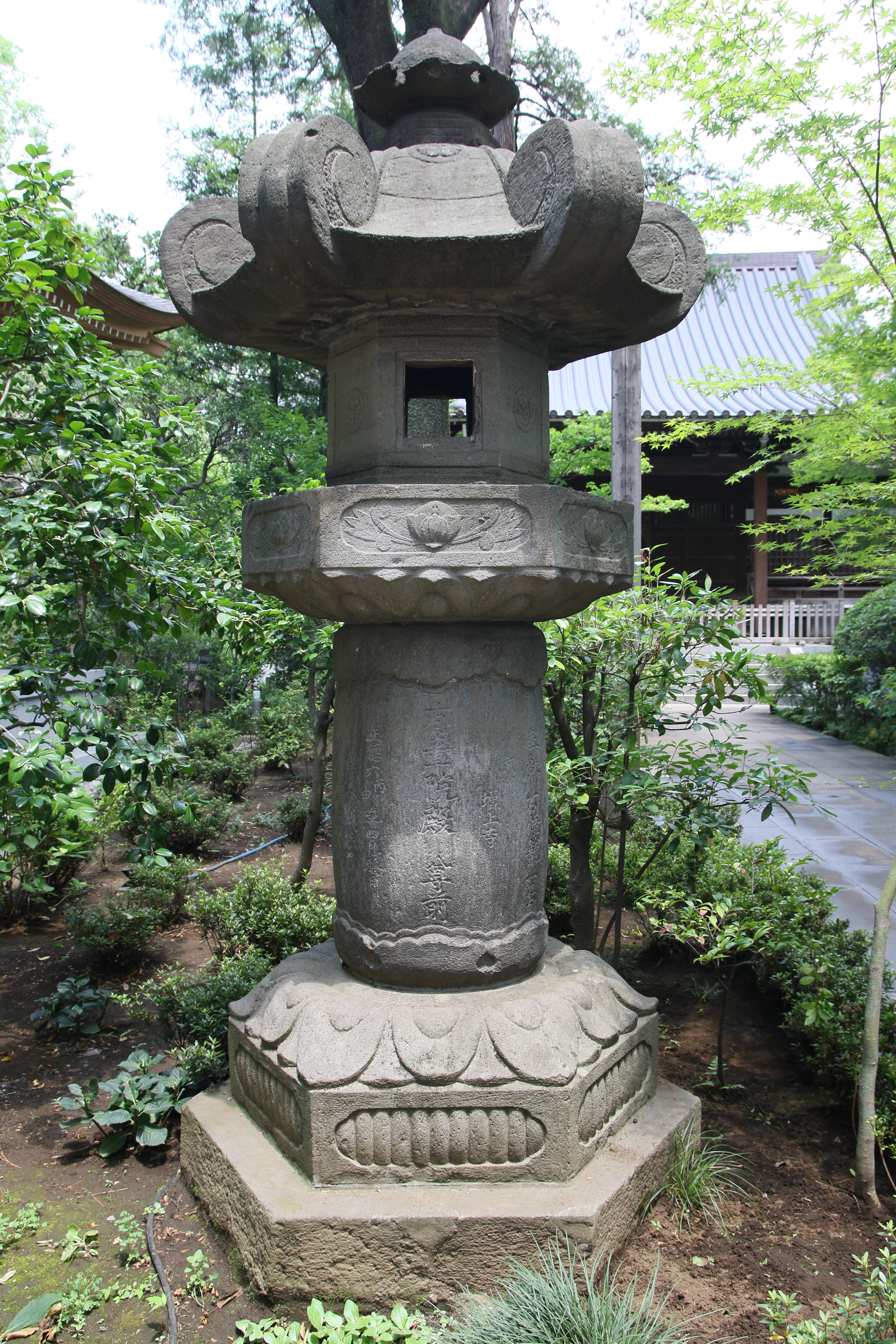
増上寺石灯籠
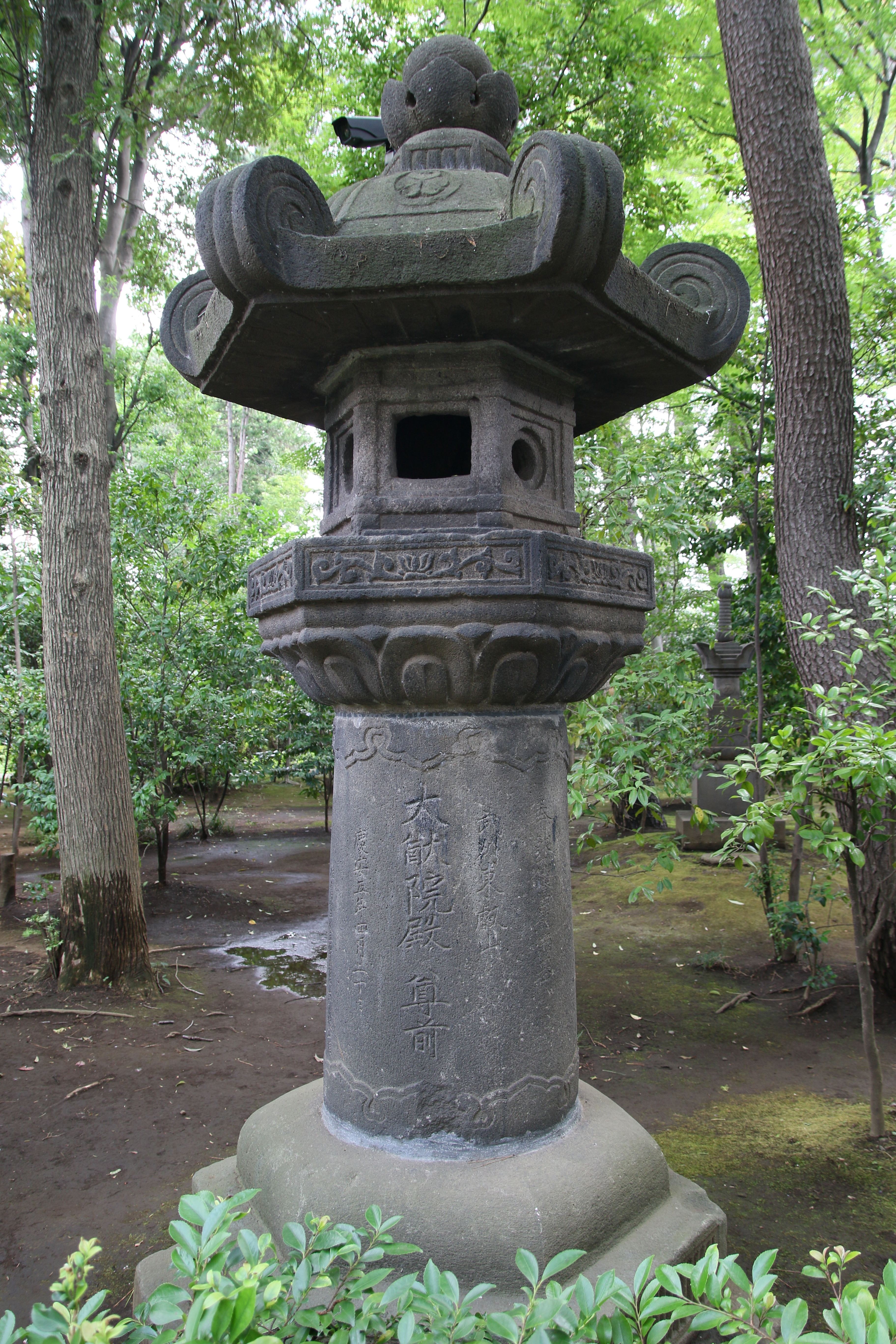
寛永寺石灯籠
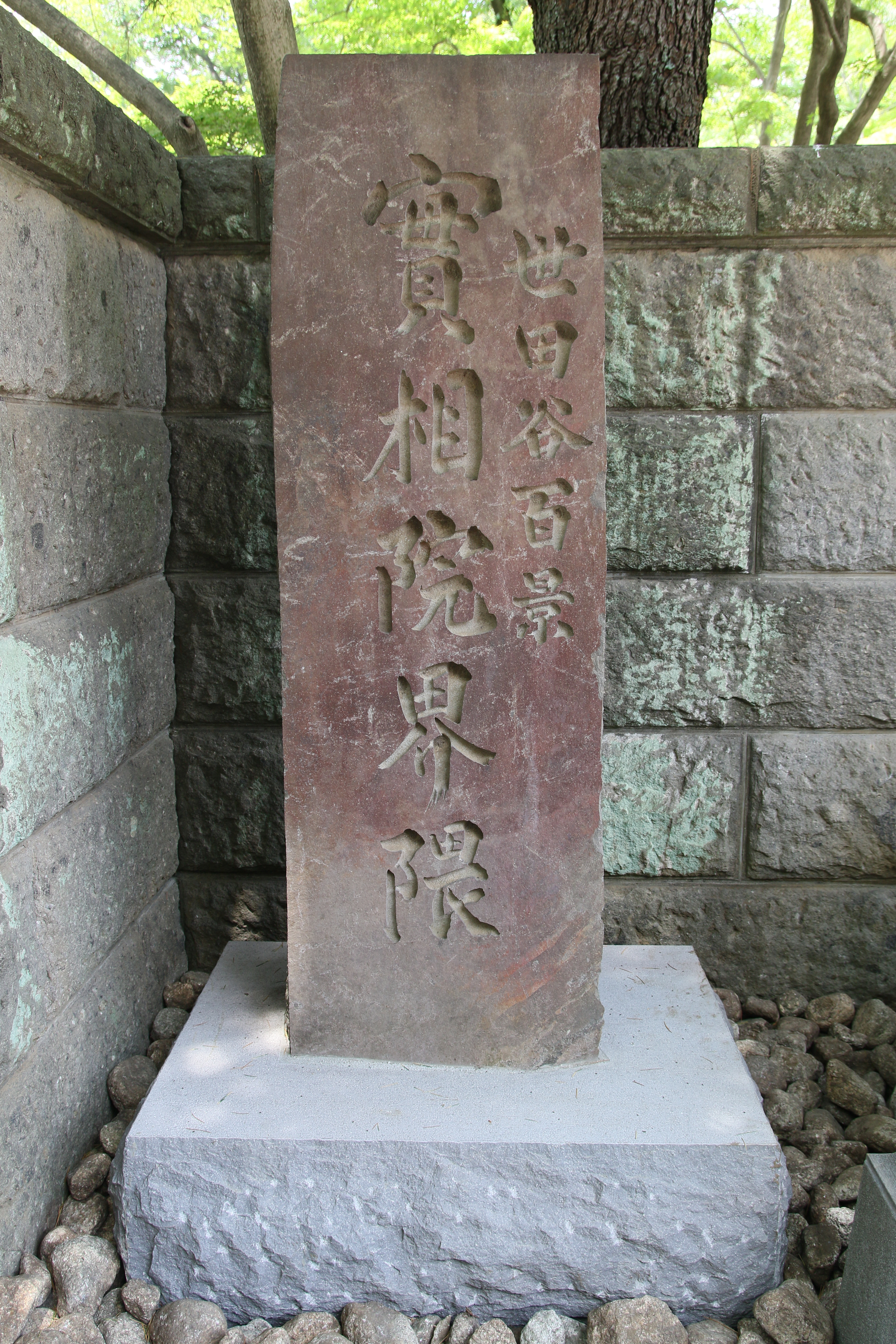
世田谷百景の碑
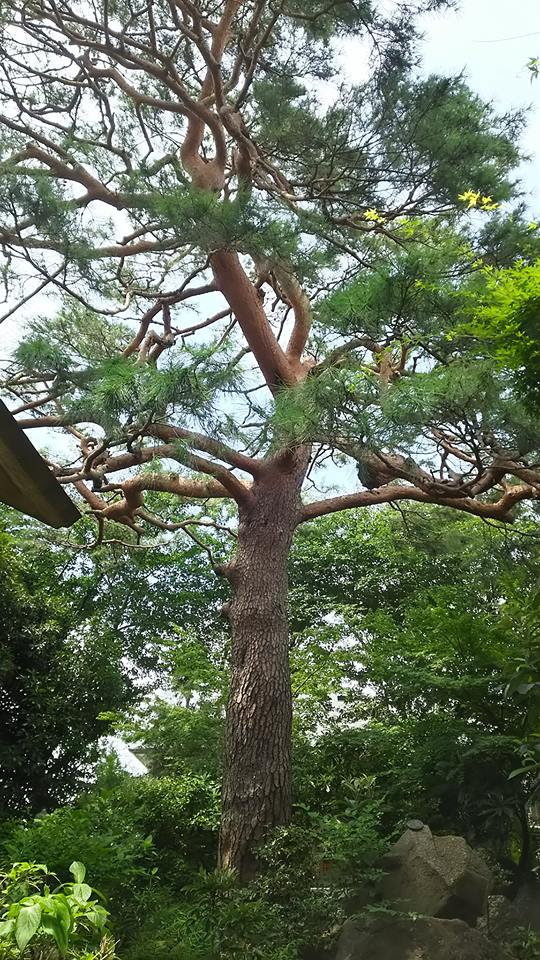
アカマツ
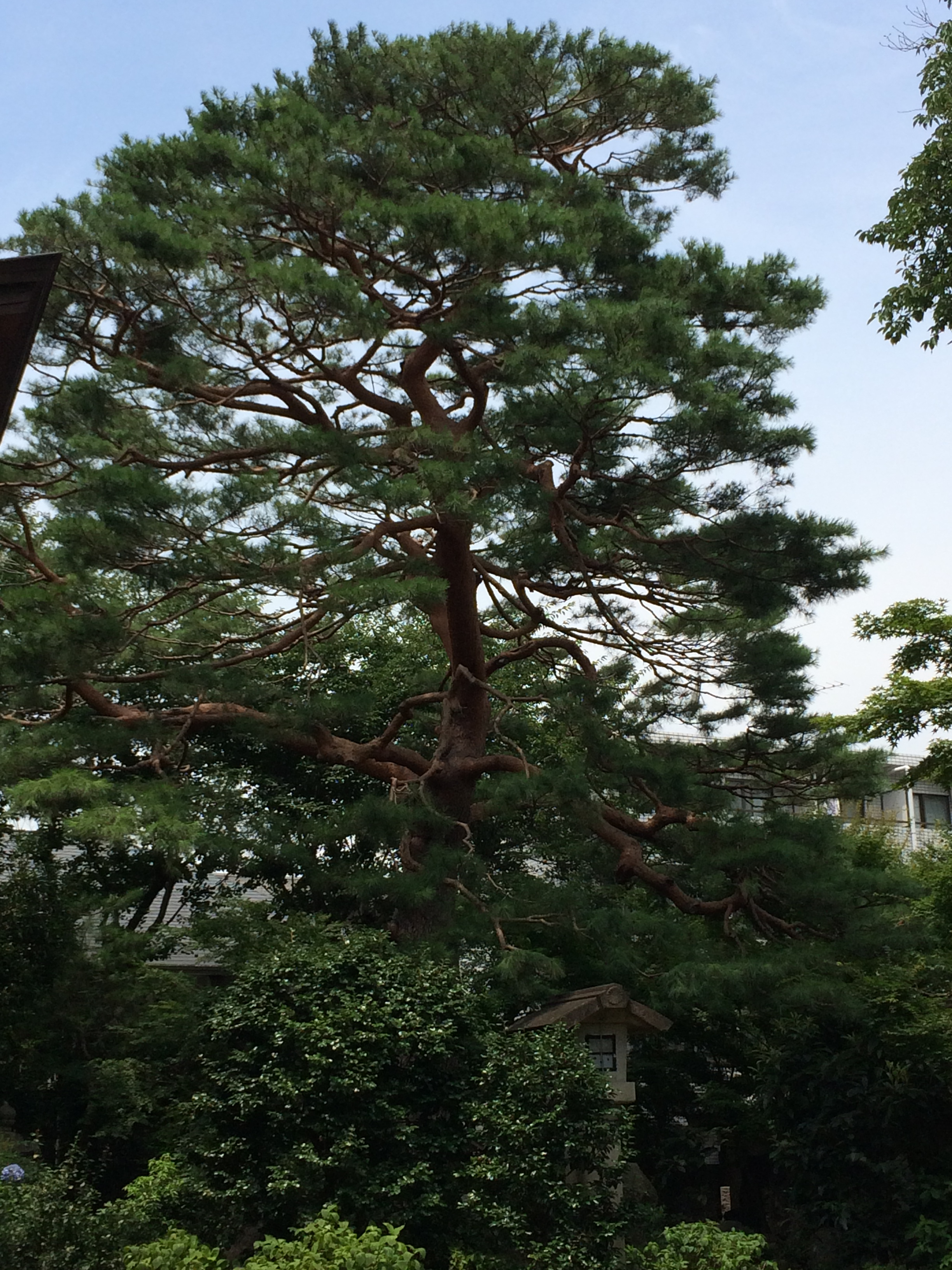
アカマツ（遠方より撮影）
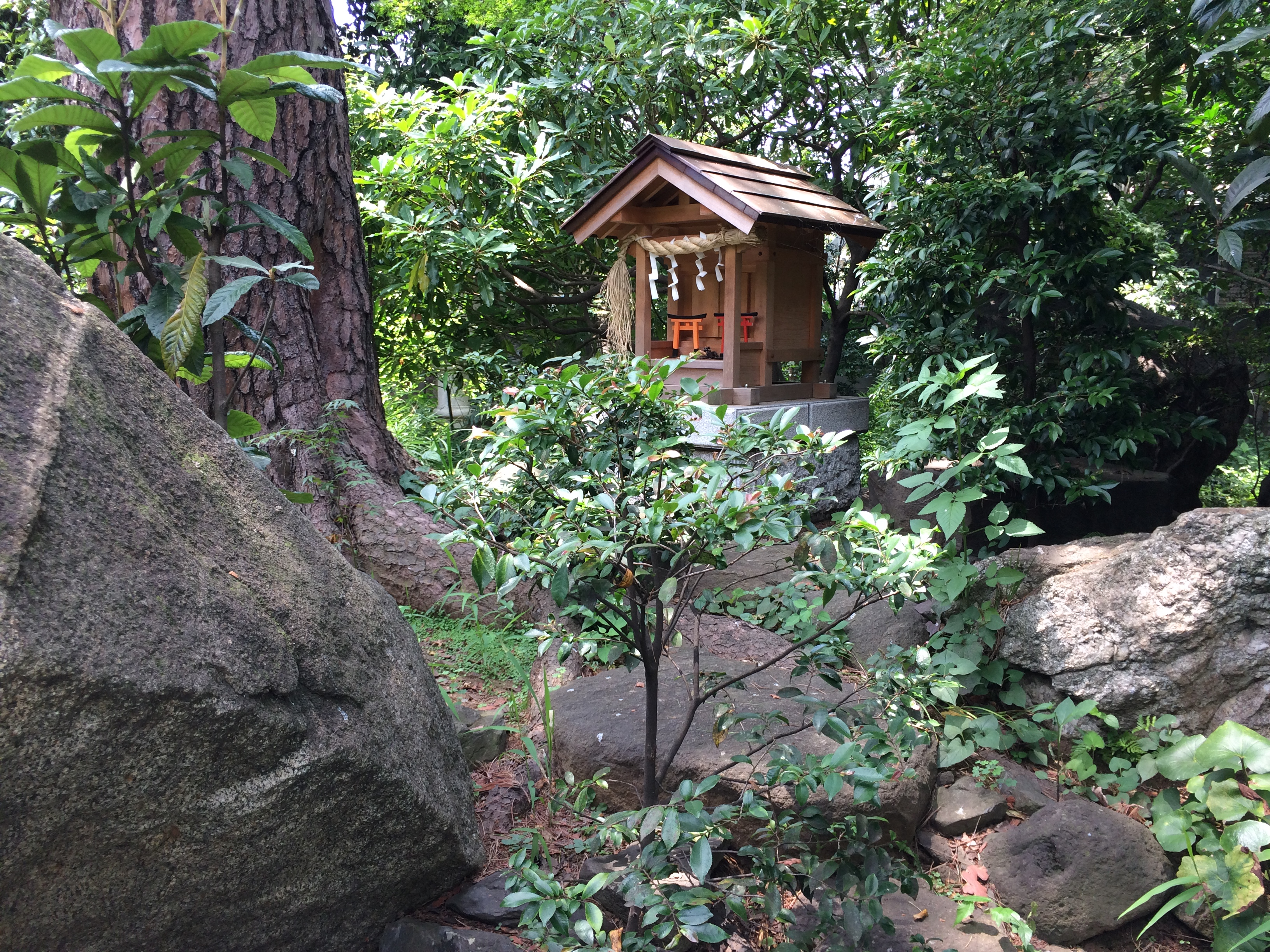
アカマツの根元にある古い塚
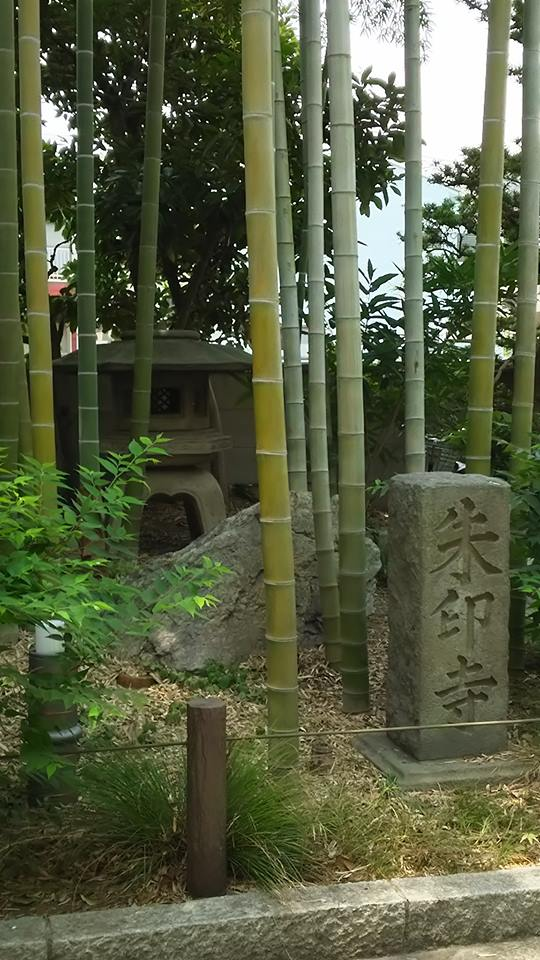
朱印寺石碑
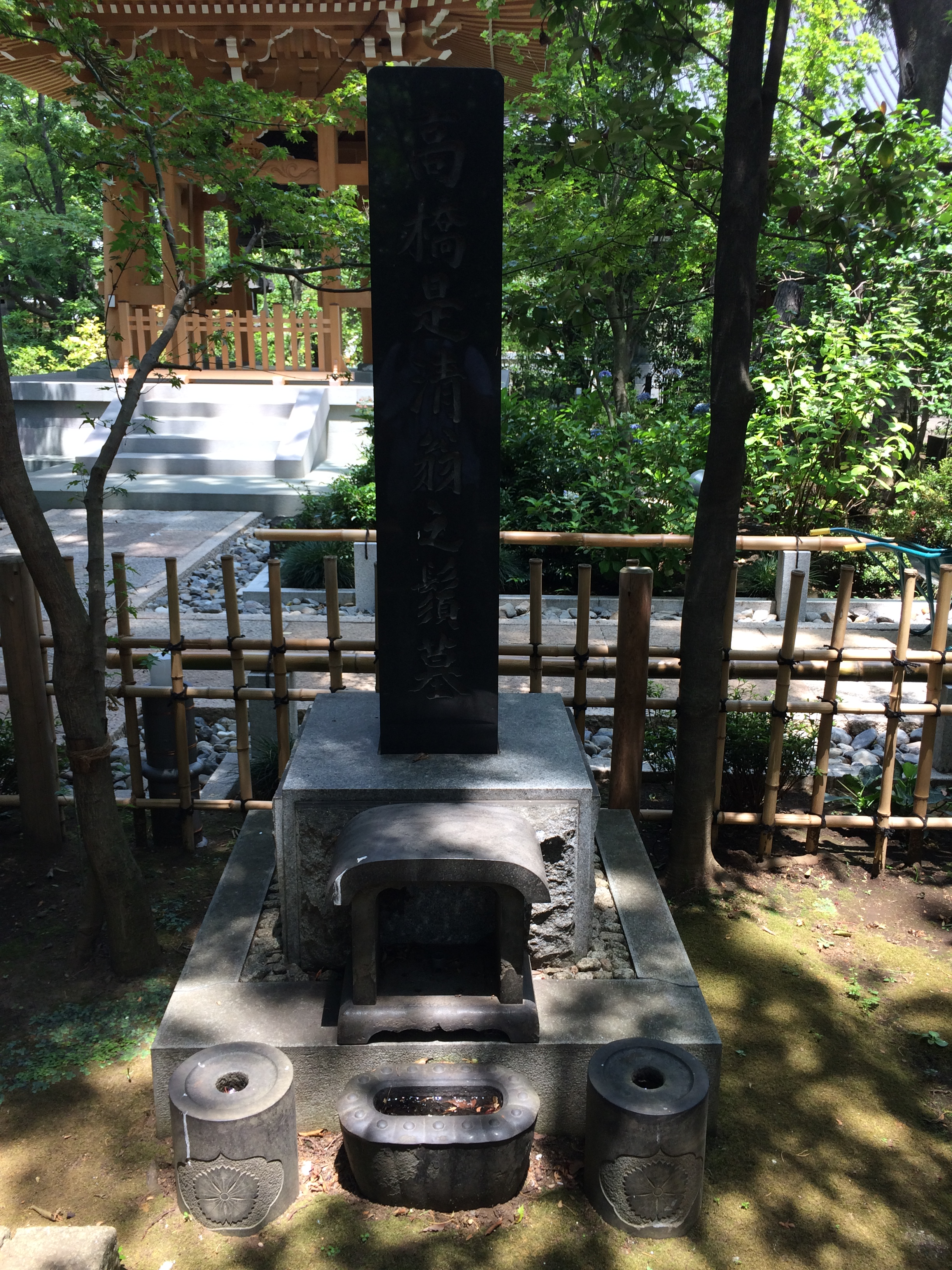
高橋是清翁之鬚墓

## 交通アクセス
- 鉄道
  - 東急世田谷線 上町駅下車 徒歩7分
- バス
  - 東急バス「弦巻営業所」下車 徒歩3分[5]